# Onciale 0135
- Papyrus
- Onciale
- Minuscules
- Lectionnaire

Le Codex 0135, portant le numéro de référence 0135 (Gregory-Aland), ε 85 (Soden), est un manuscrit du Nouveau Testament sur parchemin écrit en écriture grecque onciale.

## Description
Le codex se compose de 16 folios. Il est écrit en deux colonnes, de 20 lignes par colonne. Les dimensions du manuscrit sont 14,3 x 12,5 cm. Les experts datent ce manuscrit du IXe siècle,. Il contenant esprits et accents.
C'est un manuscrit contenant le texte incomplet des quatre Évangiles. 
Contentu
Évangile selon Matthieu 25,35-26,2; 27,3-17;
Évangile selon Marc 1,12-24; 2,26-3,10;
Évangile selon Luc 1,24-37; 1,68-2,4; 4,28-40; 6,22-35; 8,22-30; 9,42-53; 17,2-14; 18,7-9.13-19; 22,11-25.52-66; 23,35-49(?); 24,32-46,
Le texte du codex représenté Texte byzantin. Kurt Aland le classe en Catégorie V. 
C'est un palimpseste, le supérieur texte contient Erotemata grammaticalia (Ἐρωτήματα Γραμματικά) écrit par Manuel Moschopoulos. 
Lieu de conservation
Il est actuellement conservé à la Bibliothèque Ambrosienne (Q. 6 sup., fol. 15. 18. 31. 34. 47. 50. 62. 65), à Milan.